# Ерик Тохир
Ерик Тохир (Erick Thohir) е индонезийски бизнесмен.
Той е президент на италианския „Интер“, мажоритарен собственик на американския „Ди Си Юнайтед“ и мажоритарен собственик на индонезийския „Персиб“.